# ヴェネツィア国際映画祭 審査員特別賞
ヴェネツィア国際映画祭 審査員特別賞 (ヴェネツィアこくさいえいがさい しんさいんとくべつしょう、イタリア語: Premio speciale della giuria、英語: Special Jury Prize) はヴェネツィア国際映画祭の作品賞のひとつ。審査員と冠された賞は1950年（第11回ヴェネチア国際映画祭）から授与されており、2012年（第69回）までは金獅子賞に次ぐ第2席の作品に与えられ、2013年（第70回）からは第2席と第3席の作品に与えられている。
第2席の作品に与えられる賞の名称は、2003年（第60回）と2004年（第61回）は審査員大賞

、2005年（第62回）から2012年（第69回）までは審査員特別賞

、2013年（第70回）から2015年（第72回）までは審査員大賞

、2016年（第73回）からは銀獅子 審査員大賞

となっている。
第3席の作品に与えられる賞は、2013年（第70回）から審査員特別賞となっている。
本項目では、2012年までの第2席の賞と、2013年以降の第3席の賞について記述する。

## 受賞作品

### 2012年まで
| 開催年          | 受賞作                                                  | 監督                                          | 製作国                                          |
| --------------- | ------------------------------------------------------- | --------------------------------------------- | ----------------------------------------------- |
| 1950年          | シンデレラ Cinderella                                   | ウィルフレッド・ジャクソン                    | アメリカ合衆国                                  |
| 1951年          | 欲望という名の電車 A Streetcar Named Desire             | エリア・カザン                                | アメリカ合衆国                                  |
| 1952年          | Mandy                                                   | アレクサンダー・マッケンドリック              | イギリス                                        |
| 1952年          | やぶにらみの暴君                                        | ポール・グリモー                              | フランス                                        |
| 1953年 - 1957年 | -                                                       | -                                             | -                                               |
| 1958年          | 恋人たち Les Amants                                     | ルイ・マル                                    | フランス                                        |
| 1958年          | 挑戦 La sfida                                           | フランチェスコ・ロージ                        | イタリア スペイン                               |
| 1959年          | 魔術師 Ansiktet                                         | イングマール・ベルイマン                      | スウェーデン                                    |
| 1960年          | 若者のすべて Rocco e i suoi fratelli                    | ルキノ・ヴィスコンティ                        | イタリア フランス                               |
| 1961年          | 壮絶!敵中突破 Myr Vchodjashchcemu                       | アレクサンドル・アロフ ウラジミール・ナウモフ | ソビエト連邦                                    |
| 1962年          | 女と男のいる舗道 Vivre sa vie : film en douze tableaux  | ジャン＝リュック・ゴダール                    | フランス                                        |
| 1963年          | 鬼火 Le feu follet                                      | ルイ・マル                                    | フランス イタリア                               |
| 1963年          | Vstuplijenije                                           | イーゴリ・タランキン                          | ソビエト連邦                                    |
| 1964年          | 奇跡の丘 Il Vangelo secondo Matteo                      | ピエル・パオロ・パゾリーニ                    | イタリア フランス                               |
| 1964年          | ハムレット Gamlet                                       | グリゴーリ・コージンツェフ                    | ソビエト連邦                                    |
| 1965年          | 砂漠のシモン Simón del desierto                         | ルイス・ブニュエル                            | メキシコ                                        |
| 1965年          | 私は20歳 Mne Dvadcat' let                               | マルレン・フツイエフ                          | ソビエト連邦                                    |
| 1966年          | 昨日からの別れ Abschied von gestern                     | アレクサンダー・クルーゲ                      | 西ドイツ                                        |
| 1966年          | チャパクア Chappaqua                                    | コンラッド・ルークス                          | アメリカ合衆国                                  |
| 1967年          | 中国は近い China is Near                                | マルコ・ベロッキオ                            | イタリア                                        |
| 1967年          | 中国女 La Chinoise                                      | ジャン＝リュック・ゴダール                    | フランス                                        |
| 1968年          | トルコ人たちのマドンナ Nostra Signora dei Turchi        | カルメロ・ベーネ                              | イタリア                                        |
| 1968年          | Le Socrate                                              | ロベール・ラプジャド                          | フランス                                        |
| 1969年 - 1979年 | -                                                       | -                                             | -                                               |
| 1980年          | アレクサンダー大王 Μεγαλέξανδρος                        | テオ・アンゲロプロス                          | ギリシャ イタリア 西ドイツ                      |
| 1981年          | 監督ミケーレの黄金の夢 Sogni d'oro                      | ナンニ・モレッティ                            | イタリア                                        |
| 1981年          | Eles não usam black tie                                 | レオン・ヒズマン                              | ブラジル                                        |
| 1982年          | Imperativ                                               | クシシュトフ・ザヌッシ                        | ポーランド                                      |
| 1983年          | ビクファール Biquefarre                                 | ジョルジュ・ルーキエ                          | フランス                                        |
| 1984年          | Le favoris de la lune                                   | オタール・イオセリアーニ                      | イタリア                                        |
| 1985年          | タンゴ -ガルデルの亡命- Tangos. El exilio de Gardel     | フェルナンド・E・ソラナス                     | アルゼンチン フランス                           |
| 1985年          | ライトシップ The Lightship                              | イエジー・スコリモフスキ                      | アメリカ合衆国                                  |
| 1986年          | Cuzaja, belaja i rjaboj                                 | セルゲイ・ソロヴィヨフ                        | ソビエト連邦                                    |
| 1986年          | Storia d'amore                                          | フランチェスコ・マゼリ                        | イタリア                                        |
| 1987年          | Hip hip hurra!                                          | シェル・グレーデ                              | スウェーデン デンマーク ノルウェー              |
| 1988年          | Camp de Thiaroye                                        | センベーヌ・ウスマン チェルノ・ファティ・ソウ | セネガル                                        |
| 1989年          | Et la lumière fut                                       | オタール・イオセリアーニ                      | フランス 西ドイツ イタリア                      |
| 1990年          | エンジェル・アット・マイ・テーブル An Angel at My Table | ジェーン・カンピオン                          | ニュージーランド                                |
| 1991年          | 神曲 A Divina Comédia                                   | マノエル・ド・オリヴェイラ                    | ポルトガル フランス                             |
| 1992年          | Morte di un matematico napoletano                       | マリオ・マルトーネ                            | イタリア                                        |
| 1993年          | アブノーマル Bad Boy Bubby                              | ロルフ・デ・ヒーア                            | オーストラリア                                  |
| 1994年          | ナチュラル・ボーン・キラーズ Natural Born Killers       | オリヴァー・ストーン                          | アメリカ合衆国                                  |
| 1995年          | ジェラートの天国（神の喜劇） A Comédia de Deus          | ジョアン・セーザル・モンテイロ                | ポルトガル                                      |
| 1995年          | 明日を夢見て L'uomo delle stelle                        | ジュゼッペ・トルナトーレ                      | イタリア                                        |
| 1996年          | 群盗、第七章 Brigands, chapitre VII                     | オタール・イオセリアーニ                      | フランス                                        |
| 1997年          | Ovosodo                                                 | パオロ・ヴィルズィ                            | イタリア                                        |
| 1998年          | Terminus Parabys                                        | ルシアン・ピンティリエ                        | ルーマニア                                      |
| 1999年          | 風が吹くまま باد ما را خواهد برد                        | アッバス・キアロスタミ                        | イラン                                          |
| 2000年          | 夜になるまえに Before Night Falls                       | ジュリアン・シュナーベル                      | アメリカ合衆国                                  |
| 2001年          | ドッグ・デイズ Hundstage                                | ウルリヒ・ザイドル                            | オーストリア                                    |
| 2002年          | Дом дураков                                             | アンドレイ・コンチャロフスキー                | ロシア フランス                                 |
| 2003年          | ラミアと白い凧 طيّارة من ورق                             | ランダ・シャハル・サッバーグ                  | レバノン フランス                               |
| 2004年          | 海を飛ぶ夢 Mar adentro                                  | アレハンドロ・アメナーバル                    | スペイン                                        |
| 2005年          | マリー 〜もうひとりのマリア〜 Mary                      | アベル・フェラーラ                            | アメリカ合衆国 イタリア                         |
| 2006年          | Daratt                                                  | マハマト＝サレ・ハルーン                      | チャド フランス · ベルギー オーストリア         |
| 2007年          | アイム・ノット・ゼア I'm Not There                      | トッド・ヘインズ                              | アメリカ合衆国                                  |
| 2007年          | クスクス粒の秘密 La graine et le mulet                  | アブデラティフ・ケシシュ                      | フランス                                        |
| 2008年          | テザ 慟哭の大地 Teza                                    | ハイレ・ゲリマ                                | エチオピア ドイツ フランス                      |
| 2009年          | ソウル・キッチン Soul Kitchen                           | ファティ・アキン                              | ドイツ                                          |
| 2010年          | エッセンシャル・キリング Essential Killing              | イエジー・スコリモフスキ                      | ポーランド ノルウェー · ハンガリー アイルランド |
| 2011年          | 海と大陸 Terraferma                                     | エマヌエーレ・クリアレーゼ                    | イタリア                                        |
| 2012年          | パラダイス：神 Paradies: Glaube                         | ウルリヒ・ザイドル                            | オーストリア フランス ドイツ                    |

2013年以降の第2席作品については銀獅子 審査員大賞を参照。

### 2013年以降
| 開催年 | 受賞作                                                              | 監督                               | 製作国                   |
| ------ | ------------------------------------------------------------------- | ---------------------------------- | ------------------------ |
| 2013年 | Die Frau des Polizisten                                             | フィリップ・グレーニング           | ドイツ                   |
| 2014年 | シーヴァス 王子さまになりたかった少年と負け犬だった闘犬の物語 Sivas | カーン・ミュデジ                   | トルコ                   |
| 2015年 | 錯乱 Abluka                                                         | エミン・アルペール                 | トルコ フランス カタール |
| 2016年 | マッドタウン The Bad Batch                                          | アナ・リリー・アミールポアー       | アメリカ合衆国           |
| 2017年 | スウィート・カントリー Sweet Country                                | ワーウィック・ソーントン           | オーストラリア           |
| 2018年 | ナイチンゲール The Nightingale                                      | ジェニファー・ケント               | オーストラリア           |
| 2019年 | La mafia non è più quella di una volta                              | フランコ・マレスコ                 | イタリア                 |
| 2020年 | 親愛なる同志たちへ Дорогие товарищи!                                | アンドレイ・コンチャロフスキー     | ロシア                   |
| 2021年 | Il buco                                                             | ミケランジェロ・フランマルティーノ | イタリア                 |